# ワンピース時代劇
『ワンピース時代劇』（ワンピースじだいげき）は、テレビアニメ『ONE PIECE』のテレビスペシャルの1つ。

## 概要
海賊世界から全くかけ離れた「グランドジパング」という架空の世界を舞台にした時代劇風のストーリー。2005年12月18日、番外編として『麦わらのルフィ親分捕物帖』が放送された。具体的にはウォーターセブン編の253話「サンジ突入！嵐の中の海列車バトル！」と254話「ナミ魂の叫び！麦わらのルフィ復活！」の間であるが他の時代劇SPとは異なり、253話の予告も254話の物であり、このSPには全く触れずに254話で何事もなかったかのように本編が継続する。
時代劇SPの次回予告を締めるルフィのセリフは通常と異なり、｢岡っ引に、おれはなる!」であるが、2005年末の初回は予告も無く完全に番外編という扱い。
特別ゲストが出演することもあり、『消えた大桜を追え』オープニングの2分30秒に、当時主題歌を担当していたタッキー&翼のキャラクターが出演し、『ルフィ親分ふたたび見参』『破れ! スリラー商会の罠』では小林麻央が声優を務める「おまお」が登場した。

## 放映リスト
| 放送日         | 話数  | サブタイトル                           | 備考                                         |
| -------------- | ----- | -------------------------------------- | -------------------------------------------- |
| 2005年12月18日 | TVSP4 | 年末特別企画! 麦わらのルフィ親分捕物帖 | この回のみ通常のカウントとは別である。       |
| 2006年12月24日 | 291   | ルフィ親分再び! 夢か現か富くじ騒動     |                                              |
| 2007年1月7日   | 292   | お城で餅まき大レース! 赤い鼻の陰謀     |                                              |
| 2007年4月1日   | 303   | 犯人はルフィ親分? 消えた大桜を追え     | 原作漫画連載10周年記念作品として放送された。 |
| 2009年6月21日  | 406   | 時代劇特別編 ルフィ親分ふたたび見参    | これまでとは異なり2話完結となっている。      |
| 2009年6月28日  | 407   | 時代劇特別編 破れ! スリラー商会の罠    | これまでとは異なり2話完結となっている。      |

## 登場人物

### 主要人物
ルフィ親分（モンキー・D・ルフィ）
岡っ引。めし処「風車」の常連客であり、食事代はいつもツケにしているため、相当な額のツケが溜まっている。しかし非常時において十手を武器にジパングを守る義侠心を発揮する。
ゴムゴムの実の能力者で、必殺技は「ゴムゴムの十手」、「ゴムゴムの千手観音」。
ウソップ
下っ引。パチンコに変形可能な十手が武器。
おなみ（ナミ）
ルフィ親分行きつけのめし処「風車」の女主人。食事代をツケで済ましてばかりいるルフィ親分を厄介者扱いしつつも、仁義を重んじる彼を信頼している。
サンジ
めし処「風車」の板前。料理の腕は確かだが美人に目がなく、女性客には気前よくサービスするが、そのせいでおなみに怒られることが多い。
青鼻先生（トニートニー・チョッパー）
医者（蘭学医）。ヒトヒトの実を食べた青っ鼻のトナカイ。道化一家が両替屋を襲撃した際、証人となってルフィ親分達に助け船を出して以来、親しくなる。12月は色々と忙しい。
ロロノア・ゾロ
流浪の僧侶。破戒僧とも述べる剣術の達人だが、極度の方向音痴。グランドジパングを訪れて以来、ルフィ親分達と絡むことが多くなる。

### ジパング城関係者
ネフェルタリ・コブラ
ジパング城の殿。町民達からは厚い信頼を寄せられている。
ビビ姫（ネフェルタリ・ビビ）
ジパング城の姫。生まれた時から一度も城から出たことがなく、城下町の民の暮らしへの興味から無断で城を抜け出した。その時にルフィ親分達と出会い、仲良くなる。相談を条件に外出を許され、その後も交流は続いている。
イガラム
ジパング城の家老。ビビからは「爺」と呼ばれる。城の外に出かけるビビに頭を悩ませながらも、彼女の成長を見守る。
ペル、チャカ
殿の家臣。イガラムと共にコブラを護衛する。
ニコ・ロビン
ジパング城の密偵。影からルフィ親分達を助けることが多い。ハナハナの実の能力者。
テラコッタ、ネギ熊まりあ、アマゾン、ミス・マンデー
殿の腰元。
マツゲ
殿様のペット。
Mr.3
北町奉行。裏で道化一家から賄賂を受け取り、バギーと共謀してルフィ親分を陥れ町を支配しようと企むが、ビビに阻止され奉行を解任された。
本編ではドルドルの実の能力者だが、この時代劇では能力を使用していない。
ゲンゾウ
役人。風車を身に付けている。偽金作りの下手人だったいっぽんマツを御用にしたり、大桜が消えた現場で事件の捜査を行う。
コーザ
ルフィとウソップの上役。名前のみ登場。

### フランキー工房
フランキー
フランキー工房を営む大工の棟梁。大神輿レースにおいて、「風車」の依頼でサニー号をモチーフにした神輿を製作する。
キウイ&モズ
フランキー工房で働く女性2人組。

### 大神輿レース参加者
デュバル
大神輿レースの参加団体「トビウオ愚連隊」の隊長。神輿はモトバロをモチーフにしたものだが、ペローナによって破壊されてしまう。
ローラ
大神輿レースの参加団体「ローリング飛脚便」のリーダー。花嫁姿の自身を象った神輿に乗りながら多くの男性達に求婚し逃げられてしまうものの、アブサロムによって破壊されてしまう。
リスキー兄弟
「ローリング飛脚便」のメンバー。

### 道化一家
目をつけた町や店を力ずくで支配し、骨の髄まで吸い取るという盗賊団。メンバー全員が歌舞伎のような化粧を施している。原作のバギー海賊団にゲダツやはっちゃんが加わっている。
バギー
道化一家のボス。バラバラの実の能力者。鼻を罵られると逆上する。本作では歌舞伎のような化粧を施している。よくルフィ親分と対立するが、仲間共々非常に間抜けな性格。
モージ、カバジ
バギーの側近。
リッチー
モージのペットのライオン。
ゲダツ
道化一家の用心棒。必殺技は「ジェットパンチ」。実力は確かだが、極度のうっかり屋でそれ故に間抜けな一面を見せる事が多い。
はっちゃん
道化一家の用心棒。6本の刀を操る「六刀流」の使い手で、必殺技は「六刀の円舞曲」。「時代劇特別編 破れ！スリラー商会の罠」では、大神輿レースの屋台でケイミーとたこ焼屋を出店していた。

### フォクシー一味
フォクシー
外国の外交官。道化一家に千年桜を盗ませる。ノロノロの実の能力者。
ハンバーグ
フォクシーの側近（ポルチェは名前のみ登場）。

### スリラー商会関係者
13階立ての塔を根城にする、輸入専門の卸問屋。原作のスリラーバークのメンバーで占められる。
ドクトル・ホグバック
スリラー商会のボス。大神輿レースの優勝を確実なものとするため、他の参加チームの神輿を破壊し棄権に追い込むという暴挙に出る。
アブサロム
ホグバックの側近。体を透明にすることができる「スケスケの実」の能力者。
ペローナ
ホグバックの側近。人をネガティブにするゴーストを操る「ホロホロの実」の能力者。
ビクトリア・シンドリー
ゾンビ。ホグバックからは「シンドリーちゃん」と呼ばれる。
タララン
巨大なクモのゾンビ。オーズをモチーフにした神輿に潜んでいた。
クマシー、カバ紳士
ゾンビ。
ブルック
記憶喪失の笛吹き。釣りをしていたウソップに吊り上げられて一命を取りとめ、ルフィ親分達に仲間として迎えられる。
実は元スリラー商会の一員。汚いやり口に嫌気がさしてスリラー商会を抜けようとしたが、ホグバックらに痛めつけられ、木の板に磔にされ川に沈められた。

### グランドジパングの町民
いっぽんマツ
バギー一味に襲撃された両替屋の主。のちに偽金造りの名人だったことが暴露され御用となる。
リカ、ピーマン、にんじん、たまねぎ
仲良しの4人組。ルフィ親分達とよく関わる。
リリカ
リカの母親。
ドルトン
蕎麦屋の主人。正月には七草がゆなども売っている。看板には「怒留豚」と書かれている。
ミス・バレンタイン、ロクサーヌ
町娘。「風車」の客として登場する。
パンダマン
リカが見つけてきた行き倒れの人物。町民達からは「とっつあん」と呼ばれ慕われている。「風車」の常連客。
パガヤ、コニス、ヨサク、ジョニー、メリー、ワンゼ、アイスバーグ、マシラ、ショウジョウ、アイサ、チムニー、ケイミー
町民。
おまお
声 - 小林麻央
めし処「風車」の新人のお手伝いさん。「時代劇特別編 ルフィ親分ふたたび見参」「時代劇特別編 破れ！スリラー商会の罠」に登場。